# Afrocerberus letabai
Afrocerberus letabai är en kräftdjursart som beskrevs av Waegele 1983. Afrocerberus letabai ingår i släktet Afrocerberus och familjen Microcerberidae. Inga underarter finns listade i Catalogue of Life.